# Frusta
Una frusta è un tipo di arma contundente o strumento di controllo, punizione o tortura, costituito da un manico di legno più o meno lungo attaccato ad una corda a serpentina comunemente realizzata in cuoio intrecciato o altri materiali.
Fruste come il gatto a nove code e lo knut sono specificamente sviluppate per la flagellazione come mezzo per infliggere punizioni corporali o torture a bersagli umani. Alcune pratiche religiose e attività BDSM implicano l'uso di fruste tra partner consenzienti. Altre utilizzano un rumore forte e improvviso, senza colpi violenti, per spronare gli animali da tiro o da lavoro. L'uso improprio sui non umani può essere considerato maltrattamento di animali e l'abuso sugli esseri umani può essere visto come aggressione.

## Composizione
Consiste in un manico o bastone lungo da 20 a 90 cm e una cordicella composta da un laccio intrecciato lungo da 1 a 6 metri. Alcune fruste hanno un'impugnatura in legno a vista, altre hanno un'impugnatura rivestita in pelle finemente intrecciata. Il materiale con cui è fatta è pelle bovina o, nei tempi moderni, di canguro o di altri animali. Può essere presente anche un passante da polso, per appendere la frusta a un gancio, che esteticamente rifinisce il manico.
Storicamente la frusta è stata modificata per aumentarne il potere offensivo: nel flagello, ad esempio, si aggiungono alla "corda" pezzi di metallo appuntiti o direttamente sostituendola con una catena in ferro, che a volte presenta borchie o punte per perforare il corpo sul quale viene usata, sfruttando così la forza d'impatto che un "braccio articolato" ha, ed aumentandone l'efficacia.

## Impiego

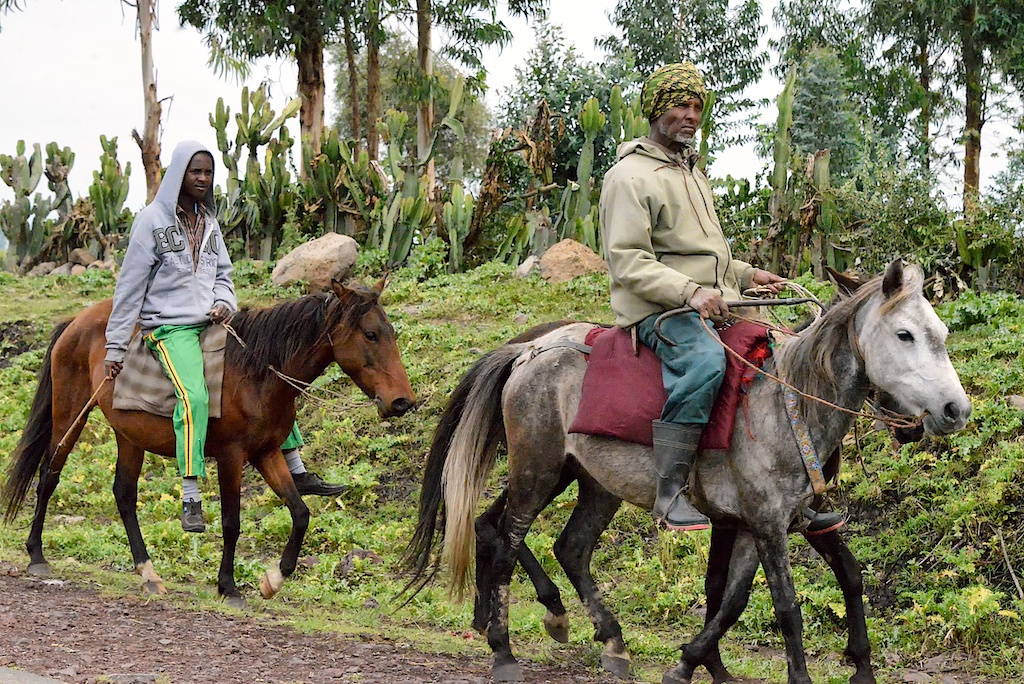
Due uomini mentre cavalcano con una frusta in mano

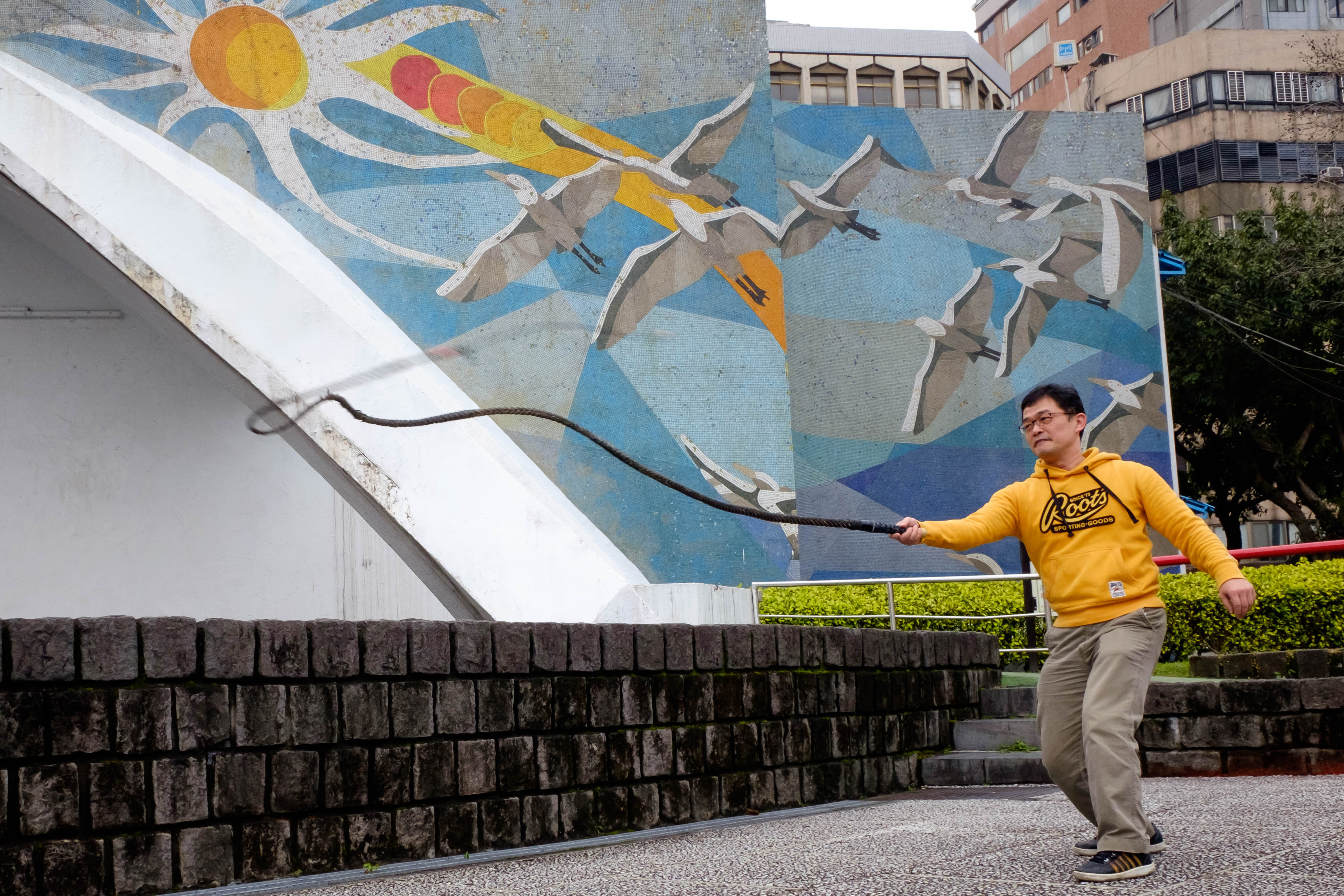
Uomo che usa una frusta.

Le fruste sono generalmente utilizzate sugli animali per fornire una guida direzionale o per incoraggiare il movimento. Alcune fruste sono progettate per controllare gli animali impartendo disagio picchiettando o dolore con un colpo a piena forza che produce conformità al dolore. Alcune fruste forniscono una guida mediante l'uso del suono, come lo schiocco di una frusta. Altri usi delle fruste sono fornire un segnale direzionale visivo estendendo la portata e la visibilità del braccio umano.
La frusta è un'arma bianca quasi mai usata nelle vere e proprie battaglie per via del suo basso potere offensivo. È però impiegata come strumento di tortura o punizione per il forte dolore che provoca, senza tuttavia produrre immediate lesioni irreparabili. L'utilizzo di questo strumento può comunque portare alla morte del soggetto a causa di complicanze susseguenti alle ferite inflitte, come emorragie o, più sovente, infezioni non curate.
La frusta non è un'arma particolarmente veloce ma, tuttavia, la sua grande varietà di attacchi e le numerose situazioni in cui può servire la rendono un'arma versatile e deleteria. Resta tuttavia un'arma pressoché inutilizzata tatticamente, fin quando non compaiono i suoi "discendenti" ovvero il mazzafrusto e la mazza ferrata con catena.
La frusta è anche usata dai domatori di leoni o di tigri negli spettacoli circensi. Anche in altri spettacoli viene abilmente maneggiata con il solo scopo di produrre il caratteristico schiocco per effetto del boato sonico.

## Schiocco di frusta
Il forte suono di uno schiocco di frusta è prodotto da un'increspatura nel materiale della frusta che viaggia verso la punta, aumentando rapidamente di velocità fino a violare la velocità del suono, più di 30 volte la velocità del movimento iniziale nell'impugnatura. Lo schiocco è quindi un piccolo boom sonico.
Le fruste sono stati i primi oggetti artificiali a rompere il muro del suono.

## Nella cultura popolare
La frusta è ampiamente, anche se solo occasionalmente, rappresentata in molte vie della cultura popolare. Le fruste sono apparse in numerosi cartoni animati, programmi televisivi, videogiochi e numerosi lungometraggi, che vanno da I predatori dell'arca perduta (1981) a La maschera di Zorro (1998) e Catwoman (2004). L'uso raffigurato delle fruste è spesso drammatico e selvaggiamente esagerato, mostrando gli utenti che inciampano o disarmano in modo affidabile gli avversari in circostanze straordinarie, rompono oggetti sostanziali con colpi normali e le usano come ausilio per le prese tra gli altri. 
Quest'ultimo utilizzo è particolarmente comune e prevede in particolare di avvolgere la frusta attorno a un oggetto fisso sopra la testa e utilizzare il corpo per oscillare attraverso uno spazio aperto. Sebbene ciò sia teoricamente possibile, l'involucro deve mostrare una forza intensa, sufficiente a sostenere il peso corporeo dell'utente per l'intero salto, ma essere fatto di materiale abbastanza largo da disimpegnarsi dolcemente una volta completata l'oscillazione. Quindi l'uso effettivo in questo modo è poco pratico; richiederebbe non solo una frusta precisamente bilanciata rispetto all'utilizzatore, ma anche all'impianto sopraelevato, il che non solo comprometterebbe l'efficacia della frusta per qualsiasi altro uso o contesto, ma richiederebbe un eccezionale accorgimento di circostanza. Anche ammesso tutto ciò, lo sforzo di un tale salto danneggerà o spezzerà la maggior parte delle fruste di cuoio. Nelle fiction dal vivo, c'è un cavo di supporto in kevlar che ancora la punta in modo permanente a un supporto come una gru o un'impalcatura. In molti casi l'impugnatura della frusta è attaccata a un'imbracatura nascosta sull'attore per sicurezza, consentendo movimenti più dinamici per rendere l'oscillazione più audace e aggraziata.
Il popolare programma di intrattenimento investigativo MythBusters ha testato le varie capacità della frusta mostrate nel film I predatori dell'arca perduta durante l'episodio "The Busters of the Lost Myths (Miti perduti)". Con un uso esattamente addestrato, viene dimostrato che è possibile disarmare un avversario armato di pistola con un lungo colpo di frusta. L'episodio dimostra anche che un ceppo di legno, con sufficiente attrito, potrebbe essere usato come sporgenza per aggrapparsi con una frusta, oscillare attraverso un baratro e disimpegnarsi con precisione. Utilizzando una telecamera ad alta velocità sono stati anche in grado di verificare che la punta di una frusta può rompere la velocità del suono.
Nella serie di storie di Sherlock Holmes di Sir Arthur Conan Doyle, Holmes porta occasionalmente uno scudiscio come arma preferita (ad esempio, vedi "L'avventura dei sei napoleoni"), con la pratica di riempire l'asta e la testa con metalli pesanti. Alena, una ninfa guerriera della saga Cronache del regno della fantasia, usa una frusta come seconda arma.